# Ménil-Vin
Ménil-Vin (me.nil.vɛ̃ⓘ) es una población y comuna francesa, situada en la región de Baja Normandía, departamento de Orne, en el distrito de Argentan y cantón de Putanges-Pont-Écrepin.

## Demografía
| 67 | 61 | 61 | 71 | 65 | 64 |
| Para los censos de 1962 a 1999 la población legal corresponde a la población sin duplicidades (Fuente: INSEE [Consultar]) |    |    |    |    |    |